# Khan Sahib
Khan Sahib è una città dell'India di 2.038 abitanti, situata nel distretto di Budgam, nel territorio del Jammu e Kashmir. In base al numero di abitanti la città rientra nella classe VI (meno di 5.000 persone).

## Geografia fisica
La città è situata a 33° 57' 23 N e 74° 39' 55 E.

## Società

### Evoluzione demografica
Al censimento del 2001 la popolazione di Khan Sahib assommava a 2.038 persone, delle quali 1.029 maschi e 1.009 femmine. I bambini di età inferiore o uguale ai sei anni assommavano a 238, dei quali 113 maschi e 125 femmine. Infine, coloro che erano in grado di saper almeno leggere e scrivere erano 594, dei quali 431 maschi e 163 femmine.